# Alcama
Alcama (em árabe: علقمة; romaniz.: Al-Qama; m. 722) foi um general muçulmano do norte da Península Ibérica no início do século VIII. Por ordem de Munuza, governador das Astúrias, comandou um pequeno exército cuja missão seria a de exterminar uma revolta liderada por Pelágio. Fracassou neste empreendimento, sendo surpreendido e morto na Batalha de Covadonga; na sequência da derrota, as suas tropas dispersaram e os muçulmanos foram expulsos das Astúrias.